# Bryan Linssen
Bryan Linssen (Neeritter, 8 oktober 1990) is een Nederlands betaald voetballer die doorgaans als aanvaller speelt. Op 5 januari 2025 werd bekend dat hij transfervrij de overstap maakt van Urawa Red Diamonds naar N.E.C.

## Clubcarrière

### Fortuna Sittard & MVV
Linssen speelde in de jeugd bij VV Veritas uit Neeritter en daarna Fortuna Sittard. Bij Fortuna Sittard heeft hij zijn jeugd doorgebracht. Daar debuteerde hij op 8 augustus 2008 tegen FC Emmen in het betaald voetbal. In dat seizoen speelde hij vervolgens 14 duels. Hierin scoorde hij vier keer. Na één seizoen in Sittard maakte hij transfervrij de overstap naar MVV. Hier speelde hij 29 duels en trof hij 7 keer het net.

### VVV-Venlo
In mei 2010 kaapte VVV-Venlo hem voor de neus van N.E.C. weg bij MVV Maastricht. Hij maakte tijdens N.E.C. - VVV-Venlo tevens zijn debuut. In de met 1-0 verloren uitwedstrijd viel hij achttien minuten voor tijd in voor Josué. In het eerste seizoen kwam hij maar tot twee basisplaatsen en acht invalbeurtjes in de Eredivisie. Maar de seizoenen erna werd hij steeds belangrijker voor VVV-Venlo. In drie seizoenen kwam hij uiteindelijk tot 78 wedstrijden en 14 doelpunten.

### Heracles Almelo
In 2013 verruilde Bryan Linssen VVV-Venlo voor Heracles Almelo. Op 4 augustus 2013 debuteerde hij voor Heracles. Twee wedstrijden later was hij voor het eerst trefzeker. In de 4-2 overwinning op sc Heerenveen scoorde Linssen één keer. Tot begin december kwam hij echter maar tot twee treffers. Daarna raakte hij echter op stoom. In zeven wedstrijden scoorde hij even zoveel doelpunten. Uiteindelijk kwam Linssen in twee seizoenen, waarin hij slechts vier wedstrijden miste, tot 25 treffers in 70 wedstrijden.

### FC Groningen
Linssen vertrok op 30 juni 2015 voor €850.000,- naar FC Groningen. Hier tekende hij een contract tot medio 2018. Hij debuteerde in de met 0-3 verloren Johan Cruijff Schaal tegen PSV. Zijn eerste seizoen bij Groningen was niet denderend. In 39 wedstrijden scoorde hij maar vijf keer. Het seizoen erop was hij met tien doelpunten belangrijker voor Groningen. Met 70 wedstrijden en 16 doelpunten vertrok hij naar Vitesse.

### Vitesse
Linssen verhuisde met ingang van het seizoen 2017/2018 naar Vitesse, de winnaar van de KNVB beker in het voorgaande seizoen. Hij maakte zijn officiële debuut voor de Arnhemse club op 5 augustus 2017, in de wedstrijd om de Johan Cruijff Schaal, uit tegen landskampioen Feyenoord. Het duel eindigde na reguliere speeltijd in 1-1. Vitesse verloor daarna na strafschoppen (4-2). Op 12 augustus van dat jaar maakte hij zijn eerste competitiedoelpunt voor Vitesse, de 2-0 in een met 4-1 gewonnen wedstrijd tegen NAC Breda. Zijn eerste Europa League goal voor Vitesse maakte hij tegen SS Lazio. Na het vertrek van zowel aanvoerder Goeram Kasjia als reserveaanvoerder Maikel van der Werff kreeg Linssen de aanvoerdersband van Vitesse toegewezen. Hij kwam bij Vitesse tot 113 officiële optredens waarin hij 47 maal scoorde. Linssen werd drie seizoenen achter elkaar clubtopscorer met respectievelijk 15, 12 en 14 doelpunten.

### Feyenoord
Op 6 juli 2020 tekende Linssen transfervrij voor Feyenoord nadat hij eerder in de zomer al werd gelinkt aan de stadionclub. Hij tekende een meerjarig contract tot 2023. Op 12 september 2020 maakte hij hier zijn officiële debuut. In de uitwedstrijd in de Eredivisie tegen PEC Zwolle begon hij in de basis. Feyenoord won deze wedstrijd met 0–2. Op 4 oktober 2020 maakte hij zijn eerste doelpunt voor Feyenoord in de met 1–4 gewonnen uitwedstrijd tegen Willem II. Op 22 oktober speelde Linssen zijn eerste internationale wedstrijd voor Feyenoord, in de uitwedstrijd tegen Dinamo Zagreb in de Europa League (0–0). Nadat hij 2,5 maand niet meer had gescoord, maakte hij op 23 december 2020 een hattrick en zijn eerste doelpunt in een thuiswedstrijd voor Feyenoord in de competitiewedstrijd tegen sc Heerenveen, die met 3–0 gewonnen werd. Hierdoor werd Linssen de eerste speler in de 21ste eeuw die namens drie verschillende clubs een hattrick in de Eredivisie maakte. Feyenoord eindigde dat seizoen op de vijfde plaats in de Eredivisie. Linssen scoorde in de tweede seizoenshelft zevenmaal in alle competities, waaronder in de gewonnen finale van de play-offs om Europees voetbal tegen FC Utrecht. Op 19 augustus 2021 scoorde Linssen tegen IF Elfsborg in de play-offronde van de UEFA Europa Conference League zijn eerste internationale doelpunt voor Feyenoord. In de competitiewedstrijd tegen sc Heerenveen op 22 september 2021 (3–1 zege) scoorde Linssen zijn honderdste doelpunt in de Eredivisie. Hij was de vijfde speler die dat in de 21ste eeuw deed, na Huntelaar, Kuijt, De Jong en Nkufo.

### Urawa Red Diamonds
In de zomer van 2022 maakte Linssen de overstap naar het Japanse Urawa Red Diamonds, dat uitkomt in de J1 League. Hij tekent een contract voor 2,5 seizoen. In die periode kwam hij tot negen goals in 57 wedstrijden.

### N.E.C.
Op 5 januari 2025 maakte N.E.C. bekend dat het Linssen terug naar de Eredivisie had gehaald. Hij tekende in Nijmegen een contract voor anderhalf jaar, tot de zomer van 2026. Linssen mocht op 11 januari 2025 meteen zijn debuut maken in een wedstrijd tegen PEC Zwolle, die met 0-1 werd gewonnen. Hij viel in de 76e minuut in voor Koki Ogawa. Op 1 februari maakte hij in de 95'ste minuut de 3-3 tegen regerend landskampioen PSV, waarmee hij zijn eerste doelpunt voor de club scoorde. Op 14 mei scoorde hij tweemaal in een 3-0 overwinning op NAC Breda. Zijn tweede goal was een afstandsschot van eigen helft ver over Kostas Lamprou heen, die te ver uit zijn goal stond. Deze goal werd ook het doelpunt van het jaar 2024/25 in de Eredivisie. 

## Clubstatistieken
| Seizoen        | Club               | Competitie     | Competitie | Competitie | Beker | Beker | Internationaal | Internationaal | Overig | Overig | Totaal | Totaal |
| Seizoen        | Club               | Competitie     | Wed.       | Dlp.       | Wed.  | Dlp.  | Wed.           | Dlp.           | Wed.   | Dlp.   | Wed.   | Dlp.   |
| -------------- | ------------------ | -------------- | ---------- | ---------- | ----- | ----- | -------------- | -------------- | ------ | ------ | ------ | ------ |
| 2008/09        | Fortuna Sittard    | Eerste divisie | 14         | 4          | 0     | 0     | —              | —              | —      | —      | 14     | 4      |
| Clubtotaal     | Clubtotaal         | Clubtotaal     | 14         | 4          | 0     | 0     | 0              | 0              | 0      | 0      | 14     | 4      |
| 2009/10        | MVV                | Eerste divisie | 30         | 7          | 1     | 0     | —              | —              | —      | —      | 31     | 7      |
| Clubtotaal     | Clubtotaal         | Clubtotaal     | 30         | 7          | 1     | 0     | 0              | 0              | 0      | 0      | 31     | 7      |
| 2010/11        | VVV-Venlo          | Eredivisie     | 10         | 0          | 1     | 0     | —              | —              | —      | —      | 11     | 0      |
| 2011/12        | VVV-Venlo          | Eredivisie     | 26         | 4          | 1     | 0     | —              | —              | 3      | 0      | 30     | 4      |
| 2012/13        | VVV-Venlo          | Eredivisie     | 34         | 8          | 1     | 2     | —              | —              | 2      | 0      | 37     | 10     |
| Clubtotaal     | Clubtotaal         | Clubtotaal     | 70         | 12         | 3     | 2     | 0              | 0              | 5      | 0      | 78     | 14     |
| 2013/14        | Heracles Almelo    | Eredivisie     | 31         | 11         | 3     | 2     | —              | —              | —      | —      | 34     | 13     |
| 2014/15        | Heracles Almelo    | Eredivisie     | 33         | 10         | 3     | 2     | —              | —              | —      | —      | 36     | 12     |
| Clubtotaal     | Clubtotaal         | Clubtotaal     | 64         | 21         | 6     | 4     | 0              | 0              | 0      | 0      | 70     | 25     |
| 2015/16        | FC Groningen       | Eredivisie     | 27         | 3          | 2     | 2     | 6              | 0              | 3      | 0      | 38     | 5      |
| 2016/17        | FC Groningen       | Eredivisie     | 28         | 10         | 1     | 0     | —              | —              | 2      | 1      | 31     | 11     |
| Clubtotaal     | Clubtotaal         | Clubtotaal     | 55         | 13         | 3     | 2     | 6              | 0              | 5      | 1      | 69     | 16     |
| 2017/18        | Vitesse            | Eredivisie     | 33         | 15         | 1     | 0     | 5              | 2              | 5      | 2      | 44     | 19     |
| 2018/19        | Vitesse            | Eredivisie     | 30         | 12         | 3     | 0     | 4              | 2              | 4      | 0      | 41     | 14     |
| 2019/20        | Vitesse            | Eredivisie     | 25         | 13         | 3     | 0     | —              | —              | —      | —      | 28     | 13     |
| Clubtotaal     | Clubtotaal         | Clubtotaal     | 88         | 40         | 7     | 0     | 9              | 4              | 9      | 2      | 113    | 46     |
| 2020/21        | Feyenoord          | Eredivisie     | 30         | 9          | 2     | 2     | 6              | 0              | 1      | 1      | 39     | 12     |
| 2021/22        | Feyenoord          | Eredivisie     | 34         | 13         | 1     | 0     | 18             | 4              | —      | —      | 53     | 17     |
| Clubtotaal     | Clubtotaal         | Clubtotaal     | 64         | 22         | 3     | 2     | 24             | 4              | 1      | 1      | 92     | 29     |
| 2022           | Urawa Red Diamonds | J1 League      | 3          | 0          | 0     | 0     | —              | —              | —      | —      | 3      | 0      |
| 2023           | Urawa Red Diamonds | J1 League      | 19         | 2          | 3     | 0     | 7              | 3              | 8      | 2      | 37     | 7      |
| 2024           | Urawa Red Diamonds | J1 League      | 17         | 2          | 0     | 0     | —              | —              | —      | —      | 17     | 2      |
| Clubtotaal     | Clubtotaal         | Clubtotaal     | 39         | 4          | 3     | 0     | 7              | 3              | 8      | 2      | 57     | 9      |
| 2024/25        | N.E.C.             | Eredivisie     | 15         | 4          | 0     | 0     | —              | —              | 1      | 0      | 16     | 4      |
| 2025/26        | N.E.C.             | Eredivisie     | 2          | 2          | 0     | 0     | —              | —              | 0      | 0      | 2      | 2      |
| Clubtotaal     | Clubtotaal         | Clubtotaal     | 17         | 6          | 0     | 0     | 0              | 0              | 1      | 0      | 18     | 6      |
| Carrièretotaal | Carrièretotaal     | Carrièretotaal | 441        | 130        | 26    | 10    | 46             | 11             | 29     | 6      | 542    | 157    |

Bijgewerkt op 20 augustus 2025.

## Erelijst
| Competitie             | Winnaar (1ste) | Winnaar (1ste) | Finalist (2de) | Finalist (2de) | Derde  | Derde |
| Competitie             | Aantal         | Jaren          | Aantal         | Jaren          | Aantal | Jaren |
| ---------------------- | -------------- | -------------- | -------------- | -------------- | ------ | ----- |
| FC Groningen           |                |                |                |                |        |       |
| Johan Cruijff Schaal   |                |                | 1×             | 2015           |        |       |
| Vitesse                |                |                |                |                |        |       |
| Johan Cruijff Schaal   |                |                | 1×             | 2017           |        |       |
| Feyenoord              |                |                |                |                |        |       |
| UEFA Conference League |                |                | 1×             | 2022           |        |       |

## Trivia
- Linssens oudere broer Edwin was ook profvoetballer.